# Seznam představitelů městské části Brno-Černovice
Seznam představitelů městské části Brno-Černovice.

## Předseda MNV
- květen 1945, Arnošt Havránek[1]

## Starostové po roce 1989
| Ve funkci                   | Jméno             | Strana                 |
| 1990 – 19. 12. 1991         | ing. Jiří Hladík  | ODS                    |
| 19. 12. 1991 – 1994         | Jiří Houdek       | ČSSD                   |
| 1994 – 1998                 | Jiří Houdek       | ČSSD                   |
| 1998 – 2002                 | Jiří Houdek       | ČSSD                   |
| 2002 – 2006                 | ing. Jiří Hladík  | ODS                    |
| 2006 – 22. 11. 2010         | ing. Jiří Hladík  | ODS                    |
| 22. 11. 2010 – 26. 11. 2014 | ing. Jiří Hladík  | ODS                    |
| 26. 11. 2014 – 19. 11. 2018 | Mgr. Pavel Blažík | ČSSD                   |
| 19. 11. 2018 - 13. 12. 2018 | Mgr. Pavel Blažík | ČSSD                   |
| 13. 12. 2018 - 14. 5. 2021  | Ladislav Kotík    | Společně pro Černovice |
| 14. 5. 2021 – úřadující     | Petra Quittová    | STAN                   |